# Arnošt Vančura
Arnošt Vančura, psán také Vanžura, Vanžur, Wanciura, Wanzura de Rehnit, Wanschur, Wanskorn nebo van Schour, (* okolo roku 1750? Vamberk – 1802? Petrohrad) byl český hudební skladatel, klavírista a dirigent žijící v Rusku.

## Život
Uvádí se, že byl potomkem staré české šlechtické rodiny Vančurů z Řehnic, což připomíná i jedno ze jmen, které používal: Wanzura de Rehnit. Užíval rovněž titulu baron. Byl původně důstojníkem rakouské armády, který se amatérsky zabýval komponováním a kolem roku 1773 vydal několik tanečních skladeb ve Vídni, které si získaly jistou oblibu. Prý pro svůj břitký jazyk byl z armády propuštěn. Odjel do Petrohradu a prostřednictvím svých známých z armády se dostal k carskému dvoru a dokonce patřil k úzkému kroužku oblíbenců carevny Kateřiny II. Pro svůj vtip a osobní kouzlo se stal oblíbeným i u ostatních dvořanů.
Vytvořil si skupinu komiků, která si říkala Pluk a bavila dvůr komickými výstupy a imitací zvířecích hlasů a zvuků hudebních nástrojů. Pronikl i ke dvorní kapele a carskému opernímu divadlu, které tehdy ovládali italští umělci, jako např. Baldassare Galuppi, Giuseppe Sarti, Giovanni Paisiello či Domenico Cimarosa. Byl mimo jiné carevnou pověřen provádět revize skladeb ruských skladatelů před jejich uvedením u dvora. Kolem roku 1783 spolupracoval na reorganizaci Mariinského divadla v Petrohradě a s obdobným úkolem byl vyslán i do Moskvy.
V roce 1783 navrhl petrohradské Opatrovnické radě zřízení „divadelního penziónu při Moskevském Výchovném domě a veřejného divadla s rozmanitým pořadem her a různojazyčnými hereckými skupinami“. Výchovný dům byl vlastně sirotčinec založený carevnou a opatřený nejrůznějšími výsadami. Návrh byl schválen a Vančura jmenován ředitelem nového divadla při Výchovném domě. V Moskvě tehdy vedl divadelní podnikání soukromý podnikatel anglického původu Maddox. V soutěži s projektem podporovaným carevnou a pod záštitou Výchovného domu neměl šanci a tak obě divadelní skupiny postupně splynuly.
V roce 1785 se vrátil do Petrohradu. Stal se členem komorního kvarteta, které účinkovalo na tzv. malých ermitážích před dvorním obecenstvem. Byl inspektorem hudebních tříd divadelního učiliště a v letech 1786–1896 řídil dva orchestry, byl intendantem carské kapely a později i místodržitelem dvorní opery.
Carevna Kateřina údajně sama napsala libreta ke čtyřem operám s pohádkovými náměty, která zadala ke zhudebnění svým dvorním skladatelům, mezi něž kromě Vančury patřili Jevstignej Ipatovič Fomin, Vasilij Alexejevič Paškevič, Carlo Canobbio, Giuseppe Sarti a Giovanni Battista Martini. Vznikly tak opery Fevej (1786), Novgorodský bohatýr Bojeslavič (1786), Smělý a chrabrý rek Archidejič (1787) a Ubohý bohatýr Kosometovič (1789). Vančurovým dílem byla opera Smělý a chrabrý rek Archidejič, která se dochovala pod názvem Carevič Ivan.
Pokusil se vydávat jeden z prvních hudebních časopisů v Rusku s názvem: Journal de Musiqe pour le clavecin ou pianoforte, dedidé aux dames par B. W. amateur. Měl velmi ambiciózní plány. Vyšla však pouze čtyři čísla.
Carevna Kateřina II. zemřela v roce 1796 a ještě téhož roku byl dán do výslužby s platem 500 rublů. V tomto roce také přestal komponovat. Poslední známá zmínka o skladateli je ze dne 28. února 1802, kdy mu byla vyplacena poslední penze. Je proto velmi pravděpodobné, že v tomto roce také zemřel.

## Dílo
Dílo skladatele není dosud dostatečně zdokumentováno. Známy jsou skladby, které vyšly v časopise, který sám vydával.
- Smělý a chrabrý rek Archidejič (opera uvedena v divadle v Ermitáži v roce 1787)
- Oklamaný poručník (opera)
- 6 symfonií
- Polský tanec
- Kozáček
- Mazurka